# 葡萄牙—南非关系
葡萄牙－南非关系指的是葡萄牙共和国与南非共和国之间的双边关系。目前南非在里斯本设有大使馆，在波尔图与丰沙尔设有名誉领事馆。葡萄牙在比勒陀利亚设有大使馆，在约翰内斯堡和开普敦设有总领事馆，在德班、伊丽莎白港以及韦尔科姆设有名誉领事馆。

## 历史

### 地理大发现时代
早在十五世纪时，葡萄牙航海家就抵达了今天南非所在的沿岸地区，并树立了发现碑。其中迪亚士的船队于1486年抵达非洲南部，达伽马的船队则于1497年抵达南非地区并绕过好望角继续向东航行直到印度。

### 种族隔离时期
在葡萄牙第二共和国时期，与南非相邻的莫桑比克和安哥拉均为葡萄牙的殖民地。而此时南非的执政党为国民党，与当时的葡萄牙总理安东尼奥·德·奥利维拉·萨拉查意识形态相近，故两国关系紧密。当时正值非洲民族独立运动的风潮，南非总理亨德里克·弗伦施·维沃尔德担心新独立的非洲国家会倒向苏联。因此自1961年开始，南非与葡萄牙两国之间的情报合作不断加强。

## 移民
20世纪初来自马德拉群岛的葡萄牙移民逐渐增加，其数量在第二次世界大战后的几十年里大大增加。传统上他们以园艺和商业为生计，是葡裔南非人中最大的分支。